# Egidio Budicin
Egidio Budicin (Rovinj, 1946.), slikar i konzervator-restaurator.
Diplomirao je 1968. na Likovnoj akademiji u Zagrebu. Godine 1983. diplomirao je na poslijediplomskom studiju za restauriranje na Akademiji likovnih umetnosti u Ljubljani. 
Samostalno je izlagao u Zagrebu, Karlovcu, Beogradu, Poreču, Labinu i Rovinju. S uspjehom se okušao u gotovo svim slikarskim tehnikama. U krugu njegovih tematskih interesa i preokupacija značajno mjesto zauzima zavičajno rovinjsko i istarsko podneblje.
Velik je i njegov doprinos restauriranju pokretnih i nepokretnih objekata kulturne baštine na području Hrvatske, i u zadnjih petnaest godina gotovo isključivo na području Istre. Godine 2002. – 2003. restaurirao je veliku zidnu sliku iz 1584. u staroj vijećnici grada Rovinja.
Voditelj je kolegija restauriranja-konzerviranja zidnih slika na Odsjeku za restauriranje pri Akademiji likovnih umjetnosti u Zagrebu.